# Lelieschouw

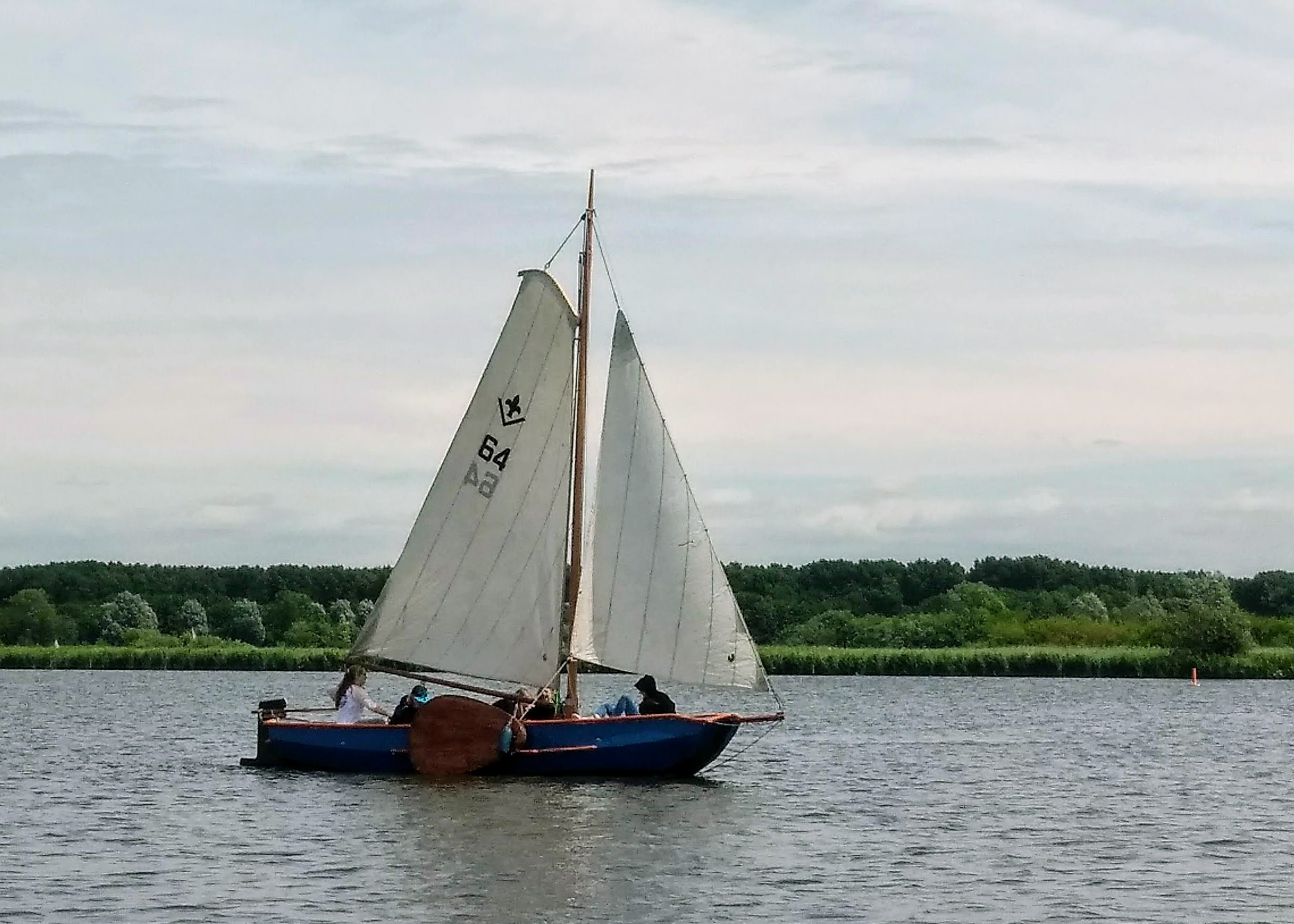
Lelieschouw 64 op de Foppenplas

De lelieschouw is de eerste door Scouting ontworpen standaardboot voor gebruik bij waterscouting. In 1949 is de eerste serie van tien lelieschouwen gebouwd.
De naam is afgeleid van het traditionele Scoutinglogo, de Franse lelie.
Eind jaren ‘50 raakte de goedkopere lelievlet snel in zwang en deze is nu de populairste standaardboot voor waterscouting. Desondanks zijn er nog tientallen lelieschouwen in gebruik, met name bij oudere speltakken, zoals Explorers en Roverscouts.

## Afmetingen
- Lengte: 6,00 m van steven tot steven
- Breedte: 1,80 m
- Zeiloppervlak: 16 m²

Het model is gebaseerd op de Friese schouw. Het is een knik-spantschouw met zijzwaarden, tjottertuig, botteloef en luchtkasten voor en achter en aan de zijkanten. De lelieschouw behoort bij de grote klasse schouwen. De lelieschouw is ondertuigd, dat wil zeggen heeft minder zeil dan de boot hebben kan. Hiervoor is gekozen vanwege de veiligheid, maar een voordeel is dat er ook met hogere windkracht mee gezeild kan worden.

## Geschiedenis
Vlak na de Tweede Wereldoorlog groeide waterscouting in Nederland, maar er was gebrek aan goed materiaal. Er werd gevaren met verouderde schepen, die veel onderhoud vergde en waar soms geen onderdelen meer voor te krijgen waren. Zodoende ging schipper Duijf van de Haagsche Waterscouts op zoek naar een geschikte eenheidsboot. Bijkomend voordeel was dat er dan ook wedstrijden gezeild konden worden.

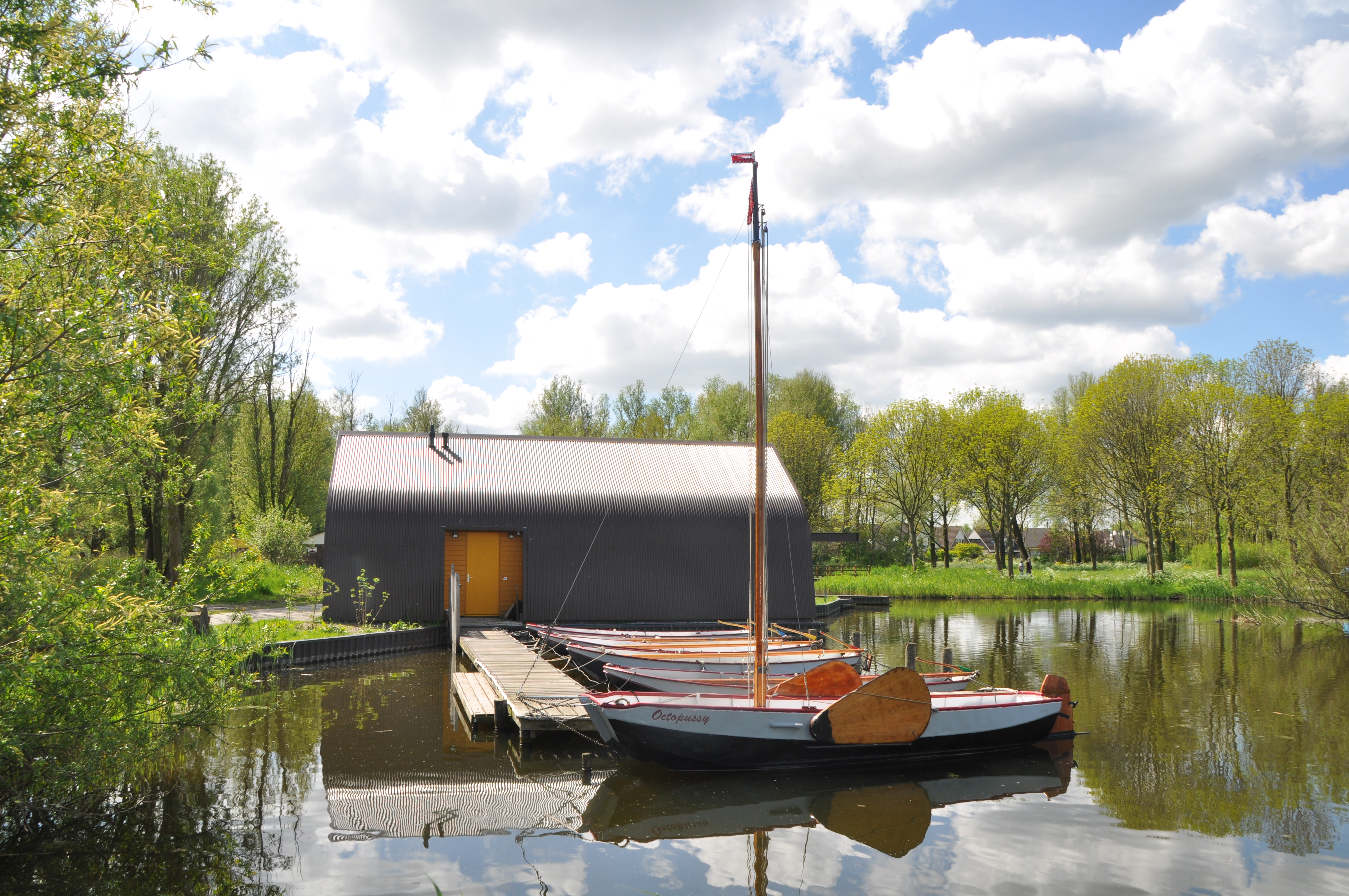
De lelieschouw van Pocahontas Zoetermeer

Het was voor Duijf belangrijk dat het schip tenminste plaats zou bieden aan een bak (een subgroep bestaande uit destijds acht jongens, meerdere bakken vormen een wacht), het goed te hanteren zou zijn voor zowel de jongste als de oudste leden van de bak en bij zwaar weer niet in al te grote problemen zou komen. Zodoende kwam men uit bij de Friese schouw.
De eerste serie schouwen zijn opgeleverd in hout, maar vanwege het kostbare en tijdrovende onderhoud is er al bij de tweede serie uit 1950 gekozen voor productie in staal. In 1977 is er een nieuw ontwerp voor de lelieschouw gemaakt, met het oog op betere vaareigenschappen.
Er wordt vanuit gegaan dat er van de tien originele houten lelieschouwen nog drie bestaan.